# Brividi
«Brividi» (en español: «Escalofríos») es un sencillo de los cantantes italianos Mahmood y Blanco, lanzado el 2 de febrero de 2022 en el sello discográfico Universal Music Italia.
La canción ganó el Festival de San Remo 2022, obteniendo el derecho de representar a Italia en el Festival de la Canción de Eurovisión 2022 que se llevará a cabo en Turín.

## Video musical
El videoclip, dirigido por Attilio Cusani y filmado en Ámsterdam, Dishoek y Vlissingen, fue publicado coincidiendo con el lanzamiento del sencillo en el canal de YouTube de Mahmood.

## Éxito comercial
Tras su comercialización, «Brividi» ha establecido el récord de la canción con el mayor número de reproducciones recopiladas en 24 horas en Italia en Spotify, acumulando más de 3,3 millones y situándose en el top cinco mundial de la misma plataforma.

## Listas de éxitos
| Clasificación (2022)        | Posición más alta |
| --------------------------- | ----------------- |
| Italia - Top Singoli        | 1                 |
| Suiza - Schweizer Hitparade | 1                 |